# Gifflenga
Gifflenga är en ort och kommun i provinsen Biella i regionen Piemonte i Italien. Kommunen hade 113 invånare (2018).